# Очоа, Льюис
Льюис Александр Очоа Кассиани (англ. Lewis Alexander Ochoa Cassiani; род. 4 сентября 1984 года, Турбо, Колумбия) — колумбийский футболист, защитник.

## Клубная карьера
Очоа начал карьеру в клубе «Индепендьенте Медельин». В 2002 году он дебютировал в Кубке Мустанга. В составе команды Льюис дважды стал чемпионом страны. В 2008 году Очоа на правах аренды перешёл в «Атлетико Уила». 27 апреля в поединке против «Депортиво Перейра» Льюис сделал «дубль», забив свои первые голы за команду. После возвращения из аренды он недолго поиграл за «Индепенедьенте Медельин». В начале 2011 года Очоа перешёл в «Мильонариос». 6 февраля в матче против своего бывшего клуба «Атлетико Уила» он дебютировал за новую команду. 4 декабря в поединке против «Энвигадо» Льюис забил свой первый гол за «Мильонариос». В том же году он помог клубу завоевать Кубок Колумбии, а спустя год выиграть чемпионат. 24 октября 2012 года в матче Южноамериканского кубка против бразильского «Палмейрас» Очоа забил гол.
В начале 2017 года Льюис присоединился к «Атлетико Хуниор». 3 марта в матче против «Энвигадо» он дебютировал за новый клуб.
Летом того же года Очоа перешёл в «Атлетико Букараманга». 17 июля в матче против «Атлетико Насьональ» он дебютировал за новую команду.

## Достижения
Командные
 «Индепендьенте Медельин»
- Чемпионат Колумбии по футболу — Финалисасьон 2002
- Чемпионат Колумбии по футболу — Апертура 2004

 «Мильонариос»
- Чемпионат Колумбии по футболу — Финалисасьон 2012
- Обладатель Кубка Колумбии — 2011